# Détective Conan : Le Magicien de la fin du siècle
Détective Conan : Le Magicien de la fin du siècle (名探偵コナン 世紀末の魔術師, Meitantei Konan: Seikimatsu no Majutsushi) est un film d'animation japonais réalisé par Kenji Kodama, sorti en 1999.
Il s'agit du troisième film tiré du manga Détective Conan.

## Synopsis
L'Insaisissable Kid, le Prince des voleurs, tente de s'emparer de l’Œuf Impérial de Russie, un trésor inestimable de la dynastie des Romanov. Mais il semble ne pas être le seul à vouloir s'en emparer car alors que Shinichi se demande s'il parviendra à capturer le Kid, qui lui a déjà échappé par le passé, le voleur se fait tirer dessus par un assassin connu sous le seul nom de Scorpion ! Celui-ci se trouve parmi les voyageurs qui sont à bord du même yacht que Conan… L'Œuf de Fabergé maudit se trouve en effet au cœur d’une vengeance implacable… Shinichi pourra-t-il protéger le joyau et mettre en échec le plan machiavélique du Scorpion ?

## Fiche technique
- Titre original : Meitantei Conan: Seikimatsu no majutsushi (名探偵コナン 世紀末の魔術師?)
- Titre français : Détective Conan : Le Magicien de la fin du siècle
- Société de production : Tokyo Movie Shinsha
- Durée : 100 minutes
- Dates de sortie : 
  - Japon : 17 avril 1999 en salles japonaises
  - Japon : 19 mars 2008 chez l'éditeur Kazé

### Erreur sur l'histoire
Sur certaines photos de la famille impériale, il n'y a que quatre enfants : Olga, Maria, Tatiana et Alexis. Il manque donc Anastasia. Parfois on y retrouve les cinq.